# Steve-O
Steve-O, pseudonimo di Steven Gilchrist Glover (Wimbledon, 13 giugno 1974), è uno stuntman, attore e personaggio televisivo con cittadinanza britannica, statunitense e canadese, famoso soprattutto per il suo ruolo nella serie TV Jackass.

## Biografia
Steve trascorse i suoi primi anni di vita in Inghilterra, dove la sua famiglia viveva a causa di impegni lavorativi del padre; terminati gli studi all'American School of London, nel 1992 si trasferì negli USA.
Frequentò per un breve periodo l'Università di Miami in Coral Gables, Florida, abbandonandola un anno dopo per frequentare Ringling Brothers e Barnum & Bailey Clown College e girare video dei suoi stunt. Nonostante la laurea, non fu ammesso al The Ringling Brothers and Barnum and Bailey Circus e perciò lavorò come clown al mercatino delle pulci di Fort Lauderdale Swap Shop.
Mentre lavorava al mercatino delle pulci, Steve iniziò ad inviare video dei suoi stunts all'editore di Big Brother Magazine, nonché futuro regista di Jackass, Jeff Tremaine, che lo coinvolse nello show di Jackass, e nei futuri Jackass: The Movie, Jackass Number Two e Jackass 3D. 
Ha numerosi tatuaggi stravaganti, tra cui un ritratto di sé stesso con annesso il proprio autografo lungo tutta la schiena e un pene eiaculante sopra il sopracciglio destro.

## TV, cinema e carriera economica

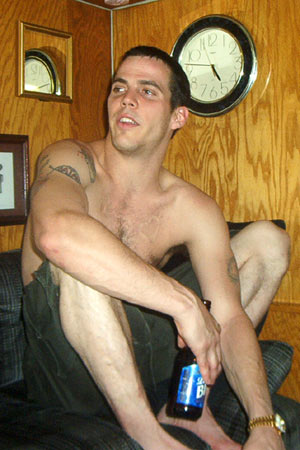
Steve-O nel 2003

### Jackass
Nonostante non apparisse regolarmente nel programma televisivo Jackass, la pericolosità e la spettacolarità dei suoi stunt lo resero subito un membro fisso del cast. Il primo stunt in Jackass lo vedeva ingoiare e poi vomitare un pesce rosso, cosa che non aveva mai fatto prima in vita sua. Quello che fece guadagnare a Steve la fama di più pazzo e non curante del dolore in tutto il cast fu il pinzarsi i glutei insieme con un piercing. Verso la fine dello show Jackass, Steve-O iniziò a lavorare alla creazione del suo futuro show Wildboyz, che lo vedeva alle prese con la natura.

### I film di Jackass
Sull'onda del successo dello show televisivo, MTV e Paramount Pictures decisero di produrre due lungometraggi basati su Jackass, che vedevano riunito tutto il cast della serie televisiva. In entrambi i film Steve-O si confermò sempre più scatenato e incurante del dolore, anche se in Jackass Number Two dovette rinunciare a girare molte scene a causa di una frattura alla clavicola.

### Steve-O Videos e il tour Don't try this at home
Dopo le riprese di Jackass: The Movie, Steve-O realizzò e distribuì quattro DVD sulle sue prodezze. In essi sono presenti gli stunt più famosi e tipici di Steve, come salti da grandi altezze, esibizioni da mangiafuoco e il celebre video nel quale si pinza lo scroto alla coscia. Il primo DVD, "Don't try this at home: Steve-O Video" è una raccolta di filmati che semplicemente non potevano essere trasmessi in tv a causa di censure. Il secondo, "Don't try this at home: vol.2" segue Steve nel suo tour attraverso gli Stati americani. Il terzo volume, chiamato "Out on bail", segue il tour di Steve "Don't try this at home" in tutto il mondo. Quarto ed ultimo DVD, "The early years" racconta dell'infanzia di Steve e del suo cammino fino alla fama attraverso racconti ed interviste a familiari ed amici.
Pubblicato simultaneamente al Volume 3, Steve-O: the PCP save my life, è un documentario riguardante un viaggio durato 5 giorni in cui Steve-0 fa uso di PCP e si promette di non usare mai più droghe.
Tre compagnie hanno prodotto DVD usando materiale di Steve-O senza il suo consenso, inclusi: Steve-O – Gross Misconduct, Steve-O – XXX Porn Show, Steve-O – Greatest Hits e Steve-O Quad Pack. Nell'aprile 2005 ha aperto una causa legale contro alcuni dei DVD, J&N media. Questi DVD consistevano in materiale vecchio di Steve-O che egli aveva venduto ma che avevano pubblicato senza il suo consenso.

### Wildboyz
Sino dal 2003 Steve-O e Chris Pontius, suo compagno anche in Jackass, hanno partecipato al programma dedicato alla natura, Wildboyz, che riguarda vari stunts con animali selvaggi e contatti con culture remote. Il programma per diversi episodi ha avuto la partecipazione di altri due membri del cast di Jackass, Johnny Knoxville e Wee Man. Il programma è stato sospeso dopo 4 stagioni. A detta di Steve-O, la produzione di Wildboyz è terminata perché lo show, inizialmente pensato come programma comico ispirato ai documentari naturalistici, stava diventando sempre più simile a Jackass.

### Altre attività
A metà del 2005, Steve-O ha lanciato la sua linea di scarpe chiamata Sneaux Shoes. I promo commerciali che la rappresentavano vedevano Steve-O lanciarsi nella spazzatura, farsi mordere il piede da un alligatore e bere latte scaduto. Il suo slogan è: "that're damn good shoes" (quelle sono scarpe dannatamente buone).
Steve-O ha recentemente sfoggiato il suo talento per Lampoon's TV the movie e alla prima del film al Mann's Chinese Theater, ha messo il suo pene e le sue mani nel cemento fresco. Inoltre Steve ha firmato un contratto con l'etichetta discografica Universal Records per incidere un cd rap.
Steve-O ha aggiunto la sua voce e il suo team, il Los Angeles dream team, a ESp2K5. Egli è visibile come manager che si congratula con voi dopo che avrete raggiunto un certo numero di riconoscimenti sportivi; inoltre è presente anche in Tony Hawk Underground 2 come personaggio giocabile in sella ad un toro meccanico nel livello di Barcellona.

## Problemi legali e controversie

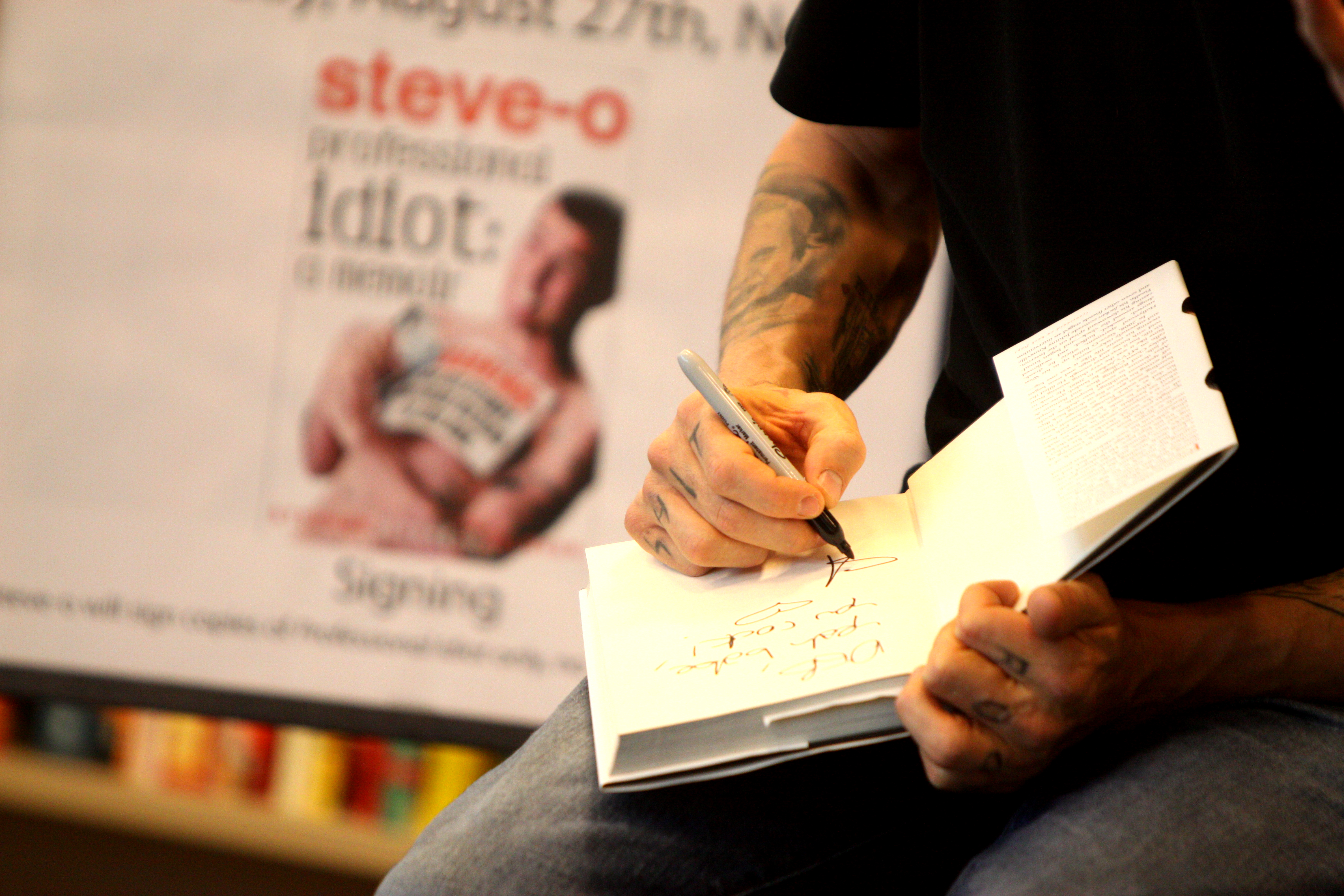
Steve-O durante un firma copie del suo libro

### Incidenti al nightclub The Abyss
Il 31 luglio 2002 Steve-O fu arrestato a Los Angeles con l'accusa di aggressione e atti osceni in luogo pubblico per aver eseguito il suo famoso stunt "la farfalla" (nel quale si pinza lo scroto alla coscia) nel nightclub The Abyss a Houma, Louisiana, e per aver scatenato una rissa. Entrambi i fatti son avvenuti al nightclub l'11 luglio 2002. Dopo aver pagato 150.000 dollari al tribunale di Los Angeles, fu lasciato tornare in Louisiana, dove si scontrò con le autorità locali. Dopo aver pagato altri 35.000 dollari Steve-O fu rilasciato il 14 agosto 2002.
Il tribunale della Louisiana aveva inizialmente fissato la cifra della cauzione a 1,12 milioni di dollari, ma la cifra fu successivamente diminuita perché era stato dimostrato che Steve non era un grande pericolo per lo stato. Steve-O continuò le vicende legali fino al 2004 e dovette pagare altre cifre come cauzione e risarcimento danni morali.
Il nightclub The Abyss rischiò di perdere la licenza per la vendita di liquori dopo gli eventi della notte dell'11 luglio 2002. Furono autorizzati a continuare le vendite fino a che la causa contro Steve-O non fosse terminata.

### Arresto per spaccio di droga in Svezia
Il 22 maggio 2003, Steve-O è stato arrestato ed incarcerato a causa di uno scherzo che egli aveva fatto a proposito di spaccio di droghe, affermando di avere nello stomaco un preservativo pieno di cannabis per passare ai controlli. Steve-O raggiunse un accordo con le autorità svedesi e fu rilasciato il 27 maggio 2003 dopo aver pagato una multa 80.000 corone (circa 5.800 dollari). Come parte dell'accordo Steve-O ha dovuto ammettere di aver posseduto una pasticca di ecstasy e 5 grammi di marijuana, anche se ha affermato di non essere a conoscenza della provenienza dell'ecstasy. Steve-O faceva inoltre largo uso di droghe pesanti e leggere: ha dichiarato di fare uso di PCP.
Steve-O è stato portato in un ospedale psichiatrico verso gli inizi di marzo. I suoi colleghi Bam Margera e Johnny Knoxville avevano dichiarato che lo stuntman si drogava molto spesso. Il degenerare della situazione è stato affermato da un'amica di Steve-O, a cui egli aveva detto di volersi suicidare. Chiamata la polizia di Los Angeles, Steve-O è stato portato in un ospedale psichiatrico, dove è rimasto per circa un mese.
Nel suo sito lo stuntman ha parlato dei suoi errori legati al PCP, sconsigliandolo ai suoi fan.

### Frequenti urinazioni in pubblico
Il 19 giugno 2003, Steve-O è stato arrestato con l'accusa di condotta non responsabile per aver urinato dentro un pacchetto di patatine fritte durante un concerto del festival Lollapalooza in Burgettstown, Pennsylvania. Steve-O ha dichiarato di essere stato cacciato dai produttori del concerto per questo fatto. Steve-O è stato visto di nuovo urinare in pubblico il 5 marzo 2006 al Key Club Party per la cerimonia degli Oscar, urinando sul tappeto rosso fuori l'entrata del locale e poi spogliandosi dei suoi vestiti.

### Investigazioni della polizia di Los Angeles
Il 2 novembre 2005 Steve-O è stato visto da alcuni giornalisti e successivamente da alcuni agenti del dipartimento di Los Angeles, uscire da un club con una bustina di marijuana. Gli agenti si sono confrontati con lui e hanno deciso di non arrestarlo poiché il fatto era ripreso su video e quindi gli agenti in quel momento non erano presenti e quindi considerati negligenti.

### Incidente al Rock The Bells
Steve-O è stato il protagonista di alcune controversie che si sono verificate al festival hip hop Rock the bells, di San Bernardino in California. I Wu-Tang Clan erano gli headliner del concerto, che era stato presentato in onore del vecchio membro dei Wu-Tang, Ol' Dirty Bastard. Più volte Steve-O ha esclamato che aveva condiviso la stessa cella con Ol' Dirty Bastard, anche se in tempi differenti; poi ha continuato a mostrare la sua ammirazione verso di lui mettendosi il pene tra le gambe e facendo un backflip. Dopo ciò il membro dei Wu-Tang Raekwon, ha minacciato Steve-O di aggredirlo se non avesse chiesto scusa.

### Disintossicazione
Il 9 marzo 2008 i suoi amici, compreso Johnny Knoxville, lo hanno fisicamente trascinato fuori dalla sua casa ed obbligato ad entrare nell'ospedale per la salute mentale Thalians (Thalians Mental Health Center) per curare i suoi problemi di abuso di stupefacenti. Steve-O è stato messo sotto osservazione degli psichiatri per 3 giorni, estesi successivamente a 14 per un presunto tentativo di suicidio.
In una e-mail inoltrata ai suoi amici, Steve ha spiegato che in precedenza pensava alla droga e ai suoi effetti come una "buona cosa" per se stesso, ma che in realtà il suo abuso ha fatto solamente male alle persone che amava di più.

### Possesso di cocaina e riabilitazione
Il 4 giugno 2008, Steve-O fu ritenuto colpevole di possesso di cocaina e arrestato. Rilasciato, gli è stato concesso di evitare il carcere se finirà il suo programma di riabilitazione.

## Apparizioni televisive e radiofoniche

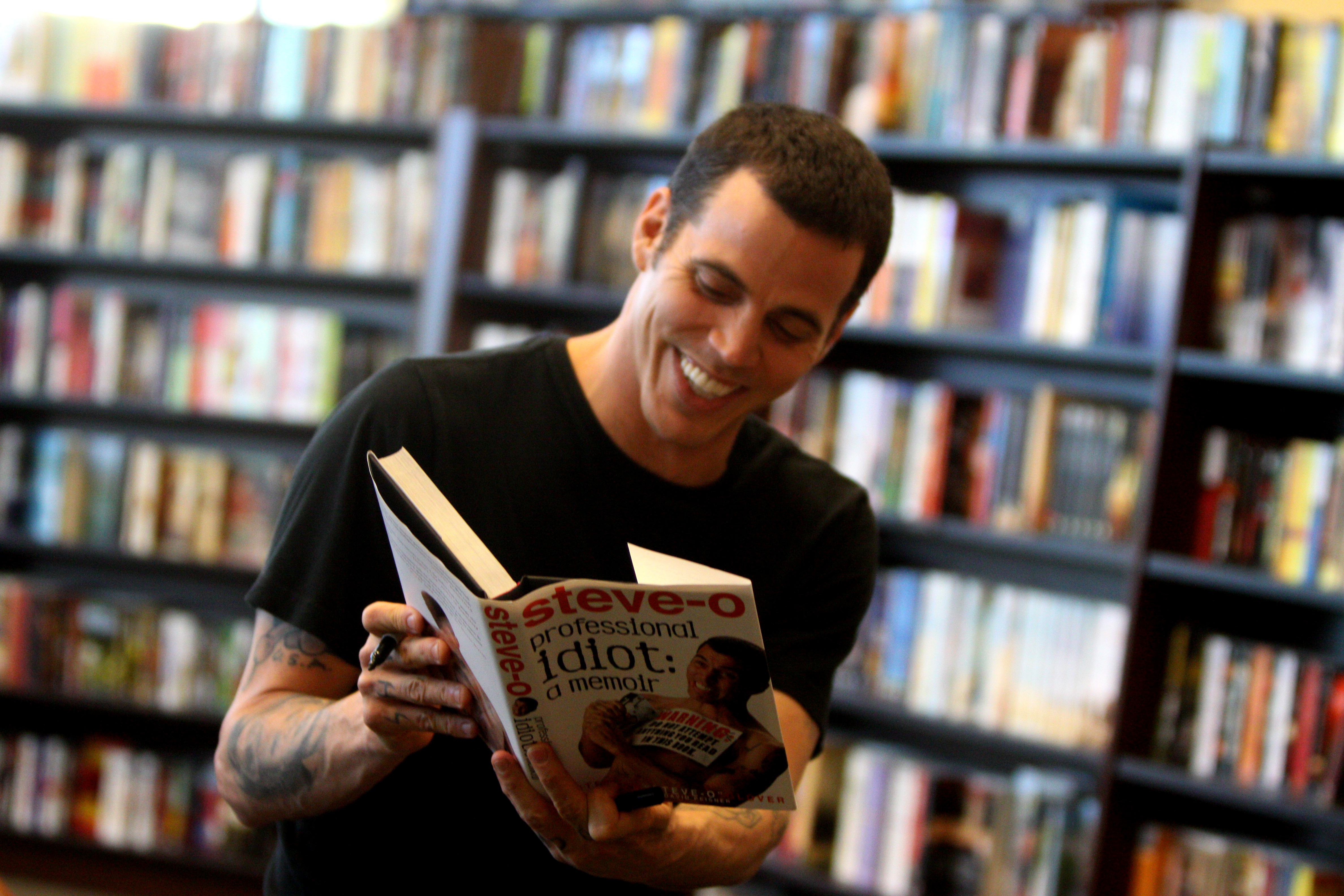
Steve-O è protagonista della serie MTV Jackass

### Too late with Adam Carolla
Il 26 settembre 2005, Steve-O è apparso fortemente intossicato nello Show "Too late with Adam Carolla". Originariamente aveva premeditato di bere, per poi sottoporsi all'alcol test con un poliziotto e infine avrebbe tirato via una tovaglia da una tavola piena di cibo.
Sfortunatamente il programma fallì perché Steve-O aveva già consumato una grande quantità di alcol. 
Steve-O ha mostrato le parti intime, ha attaccato Adam Carolla, ha rotto con un piede il tavolo di vetro della scena, tagliandosi inavvertitamente la gamba ed è stato portato via dalla sicurezza alla fine del segmento. 
Malgrado l'agitazione, Steve-O è riapparso nello show di Adam Carolla. La sua seconda apparizione è stata meno caotica e ha visto Steve-O dare fuoco al tavolo, rompere il materiale di riparazione che era stato messo sul tavolo da lui rotto in precedenza e pinzarsi lo scroto a una coscia.

### Loveline
In seguito alla partenza di Adam Carolla da conduttore di Loveline, Steve-O ha periodicamente co-condotto al suo posto e fu preso in considerazione, insieme ad altri, come un possibile rimpiazzo di Carolla. I produttori di Loveline scelsero però il DJ Stryker per lo show.
Il 23 maggio 2006 Steve-O annunciò, mentre coconduceva il programma, che gli era stata diagnosticata una cardiomiopatia, una pericolosa condizione cardiaca che può anche essere mortale. Steve spiegò che il dottore gli disse che stava morendo, che il suo cuore era come quello di un uomo di 90 anni ed inoltre che anche con un trattamento medico difficilmente sarebbe vissuto oltre i 40 anni.
Invece il 16 giugno 2006, su Radio Bam, Steve-O annunciò che il suo cuore era in perfetta forma, che era andato da un cardiologo e che questo aveva smentito il precedente dottore, il quale probabilmente aveva mal interpretato i risultati di un test.

### Love Island
Il 18 luglio 2006, Steve-O entra, a trasmissione iniziata, a far parte del cast del reality show britannico Love Island, andato in onda su ITV e ambientato sulle Fiji, per aumentarne gli ascolti. Nonostante avesse affermato di aver smesso di bere, il 19 luglio abbandonò Love Island bruscamente per il rifiuto di dargli della birra e della cioccolata che aveva richiesto.

### Tom Green Live
Il 10 ottobre 2006, Steve-O ha partecipato al Tom Green Live, un talk-show su internet condotto dal comico Tom Green, al suo fianco come ospiti anche Jukka Hildén e Carson Daly, con i quali ha discusso sul suo odio per George W. Bush, il presidente uscente degli Stati Uniti, e sulle religioni organizzate. Steve-O ha inoltre espresso le sue opinioni verso l'abuso sugli animali fatti nel college per clown Ringling Bros. and Barnum & Bailey (dove aveva fatto i suoi primi stunt ma successivamente non venne selezionato per entrare a far parte del circo).
Ha inoltre risposto alle chiamate degli spettatori continuando ad ingerire compresse di protossido di azoto, fumare, bere alcool e mangiare hash brownies (dolcetti di cioccolato con marjiuana). Lo show durò tre volte la sua normale lunghezza e terminò con Steve-O collassante sul pavimento dopo aver bevuto una bottiglia di condimento per insalate ed aver vomitato violentemente.

### The Dean Blundell Show
Il 27 marzo 2006, Steve-O insieme a Chris Pontius partecipa al Dean Blundell Show, un programma mattutino su una radio di Toronto, la CFNY, per promuovere il loro tour "Don't Try This At Home". Durante l'intervista più volte i due hanno usato termini volgari, Steve-O ha inoltre urinato sul pavimento ed eseguito uno stunt chiamato "Srotolare la Mummia" di fronte all'intero studio ed al pubblico presente in diretta. I conduttori Dean Blundell, Jason Barr e Todd Shapito furono sospesi per tutta la settimana seguente a questa performance.

### The Howard Stern Show
Il 5 febbraio 2008, Steve-O ha partecipato al programma radiofonico di Howard Stern, Robin Quivers ed Artie Lang, sulla radio Sirius Satellite, per promuovere il suo album rap in uscita intitolato Hard As a Rock. Ubriaco, ha rappato e successivamente ha discusso con il conduttore sulla sua droga preferita. La sua strana risata, registrata durante il broadcast, rimane usata da Fred Norris ancora oggi come finta risata di sottofondo nello show.